# 臺北外匯
臺北外匯經紀股份有限公司，簡稱臺北外匯、TAIFX(路透代號)、TPEFX，為臺灣的一間外匯市場交易公司，係中華民國中央銀行所許可的兩間外匯經紀商之一（另一間為元太外匯），從事外匯交易的仲介業務，於1993年成立、1994年7月27日開始營業，位於臺北市八德路二段上。